# Stefano Erardi
Stefano Erardi (ur. 1630, zm. 1716) – maltański malarz, którego prace można spotkać w wielu maltańskich kościołach. Jego styl określany jest jako późny manierystyczny lub barokowy.

## Biografia

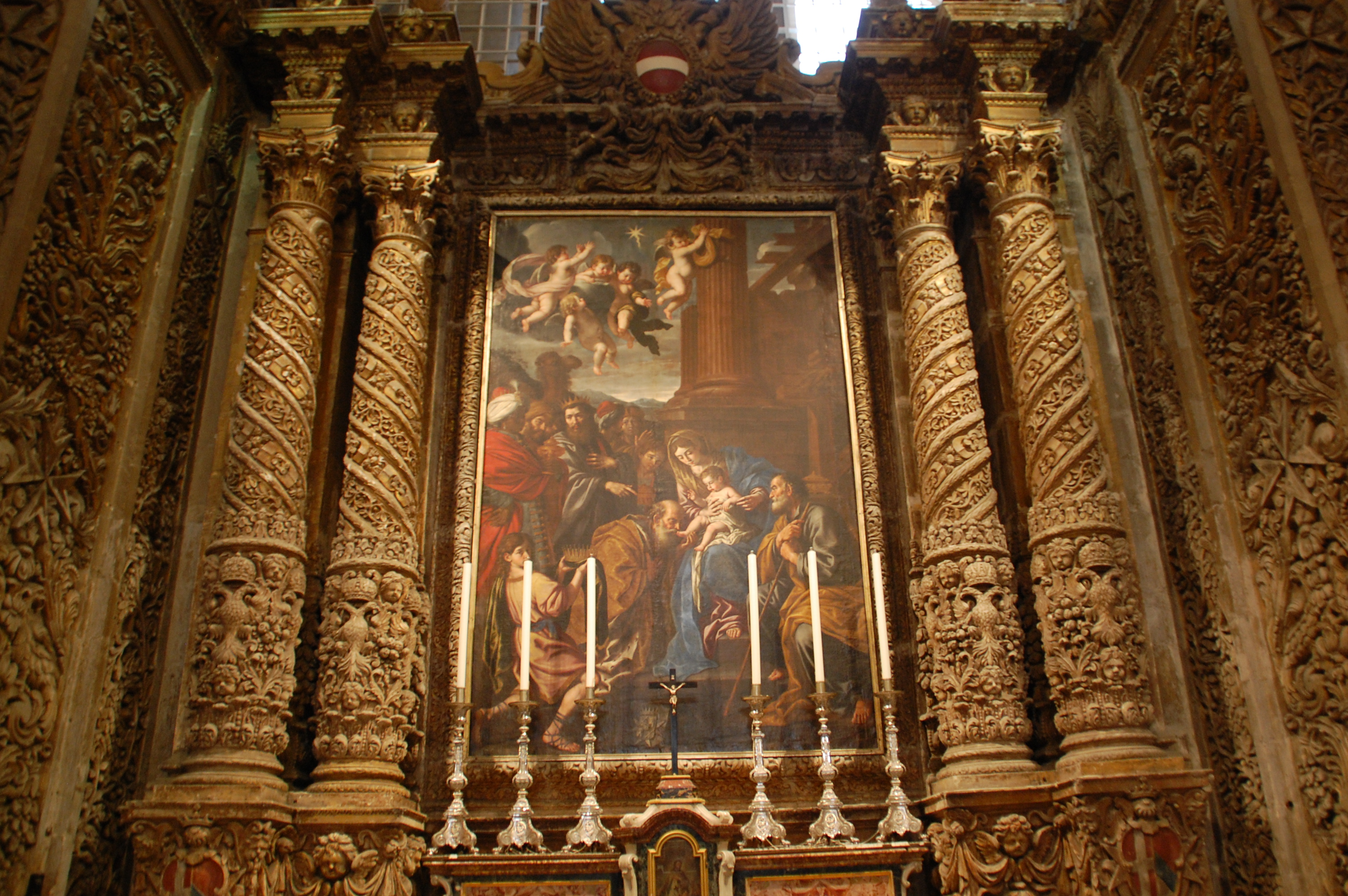
„Pokłon Trzech Króli” (1667), kaplica języka Niemiec, katedra św. Jana, Valletta

Stefano Erardi urodził się w Valletcie w 1630; był synem Sebastiano Erardiego i Paulicy Xerri. Jego młodszy brat Pietro był również artystą. Erardi poślubił Caterinę Buttigieg, ich syn Alessio Erardi także został malarzem.
Jego prace mogą być klasyfikowane jako przykłady późnego manieryzmu lub wczesnego baroku. Manieryzm był już niemodny w czasie życia Erardiego, lecz artysta zaznajomił się z tym stylem studiując malarstwo w maltańskich kościołach i prywatnych kolekcjach. Erardi mógł również być pod wpływem prac barokowych artystów, takich jak Caravaggio, Domenichino oraz Guido Reni.
Styl Erardiego był preferowany przez władze cywilne, jak również kościelne, stąd wiele jego prac można znaleźć w kościołach oraz prywatnych kolekcjach na Malcie. Erardi miał także powiązania zawodowe z Sycylią, Neapolem i Rzymem, stworzone przez Zakon św. Jana oraz kościół.

## Prace

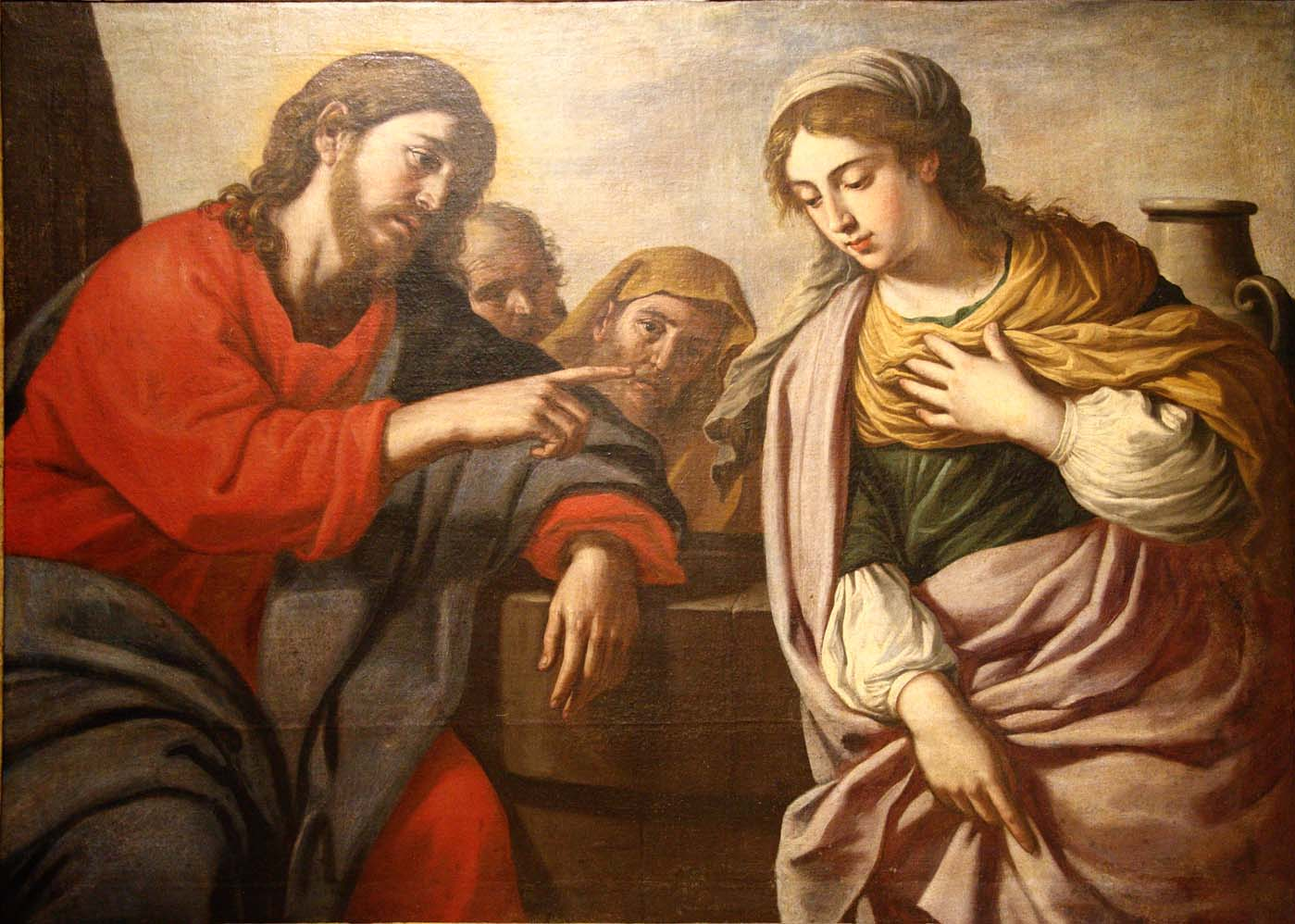
„Chrystus i Samarytanka” (data nieznana), Narodowe Muzeum Sztuk Pięknych w Valletcie

Prace, wykonane przez Erardiego znaleźć można w budynkach wielu kościołów na Malcie oraz Gozo. Kilka wybitnych obrazów jest jemu przypisywanych, są to m.in. „Pokłon Trzech Króli” (1667) w kaplicy języka Niemiec w katedrze św. Jana w Valletcie, „Matka Boża z Dzieciątkiem Jezus” w katedrze w Mdinie, oraz „Św. Zyta i św. Jakub” i „Św. Barbara” w katedrze na Gozo. Kilka kościołów w Valletcie posiada obrazy Erardiego, są to kościół św. Pawła Rozbitka, kościół Jezuitów, oraz kościoły Our Lady of Pilar, Matki Bożej, św. Mikołaja i św. Rocha.
Inne prace tego malarza znajdują się w kościołach parafialnych w Birgu, Birkirkarze, Bormli, Kirkop, Moście, Msidzie, Naxxar, Qormi, Qrendi, Safi, Sannat, Victorii (Gozo) oraz Żurrieq, jak też w sanktuarium Matki Bożej w Mellieħa i licznych innych kościołach i kaplicach.
Muzeum Wignacourta w Rabacie, Narodowym Muzeum Sztuk Pięknych oraz w Inquisitor's Palace w Birgu także są w posiadaniu prac tego artysty.